# شوتميد لصناعة الورق
شوتميد لصناعة الورق هي واحدة من أولى مصانع سندات الأوراق الخاصة التي تم تأسيسها في مصر. شوتميد لصناعة الورق هي إحدى صناعات شوتميد جروب. إلى جانب مطحنة الخضيرة في إسرائيل، فهي مطحنة الورق الوحيدة في الشرق الأوسط التي (تشوتميد لصناعة الورق) تنتج الورق الخالي من لب الخشب.

## التاريخ
اشترت شوتميد لصناعة الورق مطاحن من بائع لم تذكر اسمه في الولايات المتحدة في عام 2005. قاموا بنقلهم إلى مدينة السادس من أكتوبر، مصر، وبدأت Paper Machine 1 في إنتاج الورق القابل للبيع بحلول ديسمبر 2007، حيث تم إنتاج 15000 طن سنويًا. بدأ Paper Machine 2 إنتاج 15000 طن سنويًا في أبريل 2008.